# Morgan De Sanctis
Morgan De Sanctis (Guardiagrele, 26 maart 1977) is een Italiaans voormalig doelman in het betaald voetbal. Hij debuteerde in maart 2005 in het Italiaans voetbalelftal, waarin hij acht jaar in de regel functioneerde als reservekeeper achter Gianluigi Buffon.

## Clubstatistieken
| Seizoen | Club          | Competitie       | Duels | Goals |
| ------- | ------------- | ---------------- | ----- | ----- |
| 1994/95 | Pescara       | Serie B          | 30    | 0     |
| 1995/96 | Pescara       | Serie B          | 18    | 0     |
| 1996/97 | Pescara       | Serie B          | 26    | 0     |
| 1997/98 | Juventus      | Serie A          | 0     | 0     |
| 1998/99 | Juventus      | Serie A          | 3     | 0     |
| 1999/00 | Udinese       | Serie A          | 7     | 0     |
| 2000/01 | Udinese       | Serie A          | 2     | 0     |
| 2001/02 | Udinese       | Serie A          | 11    | 0     |
| 2002/03 | Udinese       | Serie A          | 34    | 0     |
| 2003/04 | Udinese       | Serie A          | 34    | 0     |
| 2004/05 | Udinese       | Serie A          | 36    | 0     |
| 2005/06 | Udinese       | Serie A          | 34    | 0     |
| 2006/07 | Udinese       | Serie A          | 36    | 0     |
| 2007/08 | Sevilla FC    | Primera División | 8     | 0     |
| 2008/09 | → Galatasaray | Süper Lig        | 31    | 0     |
| 2009/10 | Napoli        | Serie A          | 38    | 0     |
| 2010/11 | Napoli        | Serie A          | 38    | 0     |
| 2011/12 | Napoli        | Serie A          | 37    | 0     |
| 2012/13 | Napoli        | Serie A          | 34    | 0     |
| 2013/14 | AS Roma       | Serie A          | 36    | 0     |
| 2014/15 | AS Roma       | Serie A          | 35    | 0     |
| 2015/16 | AS Roma       | Serie A          | 4     | 0     |
| 2016/17 | AS Monaco     | Ligue 1          | 1     | 0     |

## Interlandcarrière
De Sanctis debuteerde op 30 maart 2005 in het Italiaans voetbalelftal, tegen IJsland. Hij deed dienst als reservekeeper tijdens onder meer het EK 2008 en het WK 2010. De Sanctis nam met Italië ook deel aan het EK voetbal 2012 in Polen en Oekraïne, waar de ploeg van bondscoach Cesare Prandelli de finale bereikte. Daarin verloor de La Squadra Azzurra met 4-0 van titelverdediger Spanje. De Sanctis kwam tijdens de eindronde niet in actie.

## Erelijst
| Competitie       |             |             |             |             |
| Competitie       | Aantal      | Jaren       |             |             |
| Galatasaray      | Galatasaray | Galatasaray | Galatasaray | Galatasaray |
| ---------------- | ----------- | ----------- | ----------- | ----------- |
| Turkse supercup  | 1x          | 2008        |             |             |
| Napoli           |             |             |             |             |
| Coppa Italia     | 1x          | 2011/12     |             |             |
| AS Monaco        |             |             |             |             |
| Kampioen Ligue 1 | 1x          | 2016/17     |             |             |